# Benedict Daswa
Benedict Daswa, nato Tshimangadzo Samuel Daswa (Mbahe, 16 giugno 1946 – Mbahe, 2 febbraio 1990), è venerato come beato dalla Chiesa cattolica.
I suoi genitori gli diedero il nome Samuel quando iniziò a frequentare la scuola, mentre il nome Benedict lo assunse dopo la sua conversione alla fede cattolica. Nei primi giorni di gennaio del 1990, si era abbattuto un nubifragio sulla sua zona e il tetto di molte capanne andò a fuoco per una serie di fulmini, che i capi villaggio interpretarono come una maledizione, frutto di stregoneria. Così, venne decisa una vera e propria caccia alle streghe, alla quale egli si rifiutò, poiché contraria alla sua fede. Per questa sua ferma opposizione, venne assassinato da un gruppo locale e subito venne considerato un martire dalla comunità cristiana sudafricana.
Successivamente, il 13 settembre 2015, è stata celebrata la sua beatificazione, presieduta dal cardinale Angelo Amato, e in quell'occasione è divenuto il primo martire del Sudafrica.